# HKS (設計事務所)
HKS, Inc. は、アメリカ・テキサス州・ダラスに本社を置く設計事務所、建設コンサルタント。
1939年に設立された全米最大手の建築設計事務所の1つ。社名は創業者 Harwood K. Smith（1913年 - 2002年）にちなむ。
NFLダラス・カウボーイズの本拠地AT&Tスタジアムなどのスタジアムや、豪華リゾートホテル、大学、病院などの設計で知られる。インテリアデザインやイベント企画、マネージメントも手がける。
アメリカ国内の主要大都市のほかメキシコシティ、サンパウロ、ロンドン、ニューデリー、アブダビ、上海などに支社を持つ。

## スポーツ施設
- AT&Tスタジアム - アーリントン, テキサス - ダラス・カウボーイズ
- ルーカス・オイル・スタジアム - インディアナポリス, インディアナ - インディアナポリス・コルツ
- USバンク・スタジアム - ミネアポリス, ミネソタ - ミネソタ・バイキングス
- SoFiスタジアム - イングルウッド, カリフォルニア - ロサンゼルス・チャージャーズ、ロサンゼルス・ラムズ
- ギャランティード・レート・フィールド - シカゴ, イリノイ - シカゴ・ホワイトソックス ※2001年からの大改修を担当
- アメリカンファミリー・フィールド - ミルウォーキー, ウィスコンシン - ミルウォーキー・ブルワーズ
- グローブライフ・パーク・イン・アーリントン - アーリントン, テキサス - テキサス・レンジャーズ
- グローブライフ・フィールド - アーリントン, テキサス - テキサス・レンジャーズ
- ザ・デル・ダイアモンド - ラウンドロック, テキサス - ラウンドロック・エクスプレス
- アメリカン・エアラインズ・センター - ダラス, テキサス - ダラス・スターズ
- ローンスターパーク競馬場 - グランドプレーリー, テキサス
- エスタディオ・コロナ - トレオン, メキシコ - サントス・ラグナ
- エスコンフィールドHOKKAIDO - 北広島市, 北海道 - 北海道日本ハムファイターズ ※大林組と共同

## リゾート施設
- アトランティス・パラダイス・アイランド - ナッソー, バハマ
- ザ・ベネチアン・マカオ - マカオ
- ザ・パラッゾ - ラスベガス, ネバダ

## その他
- ダラス・フォートワース国際空港国際線ターミナル - ダラス/フォートワース, テキサス

## ギャラリー

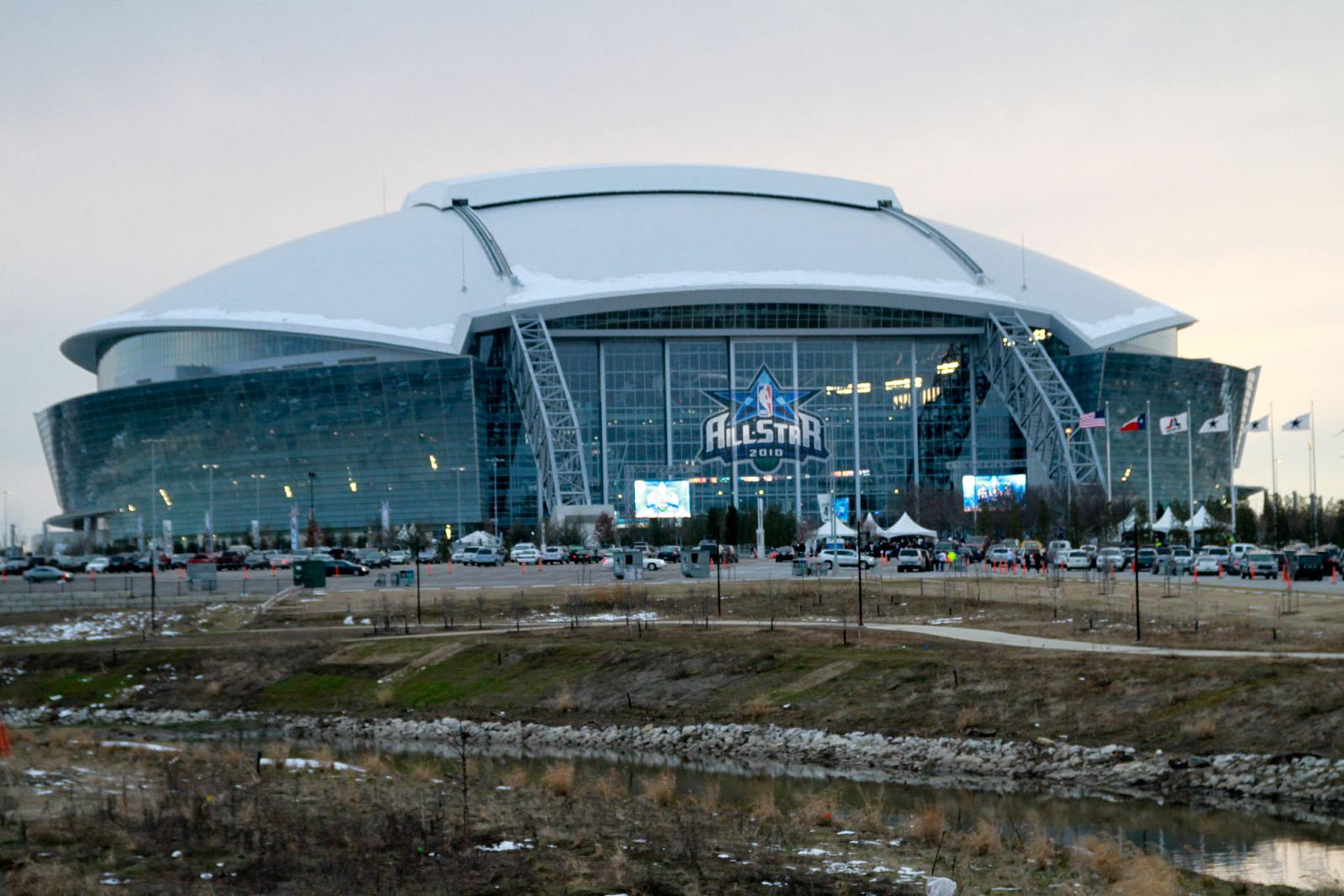
AT&Tスタジアム
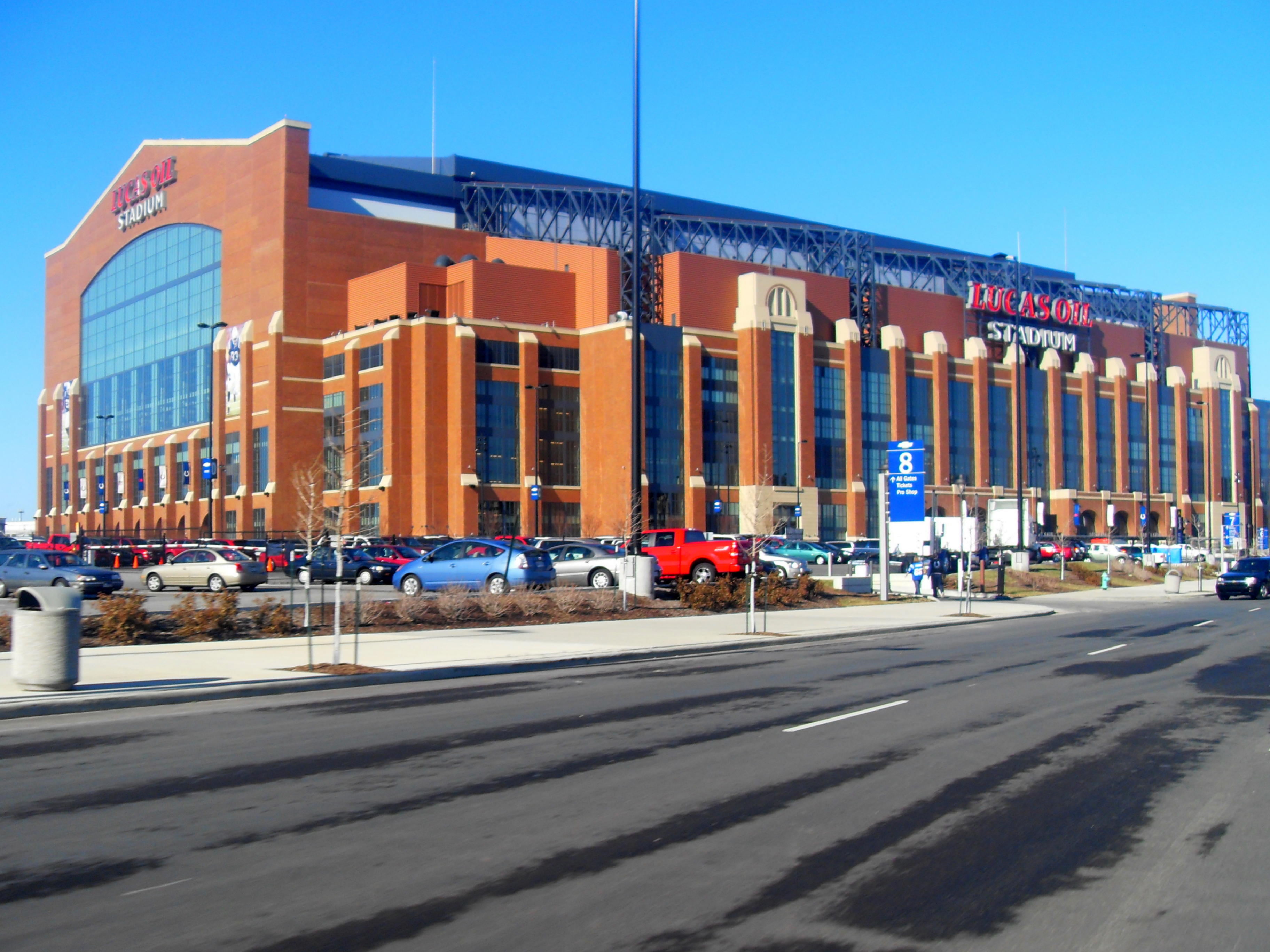
ルーカス・オイル・スタジアム
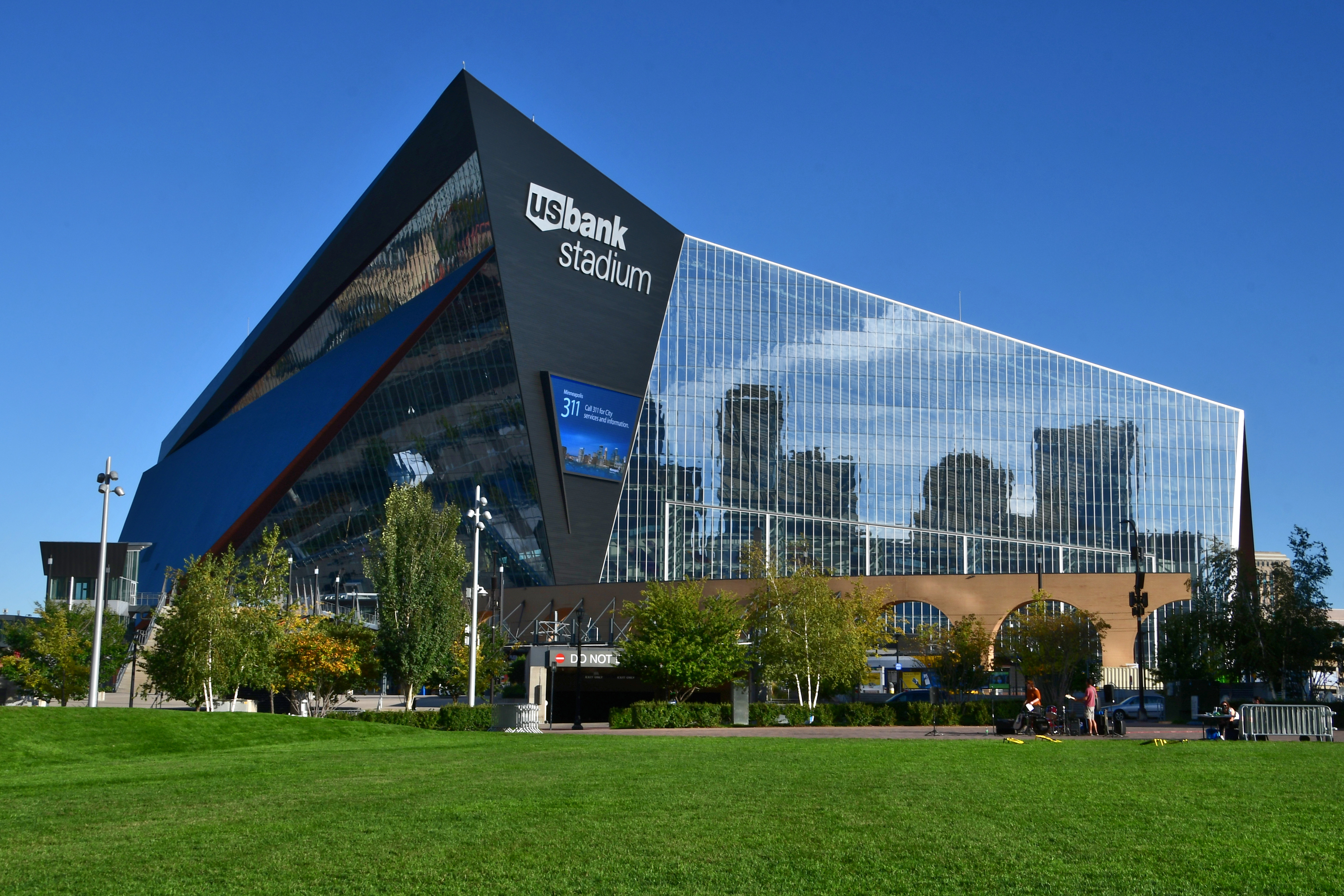
USバンク・スタジアム
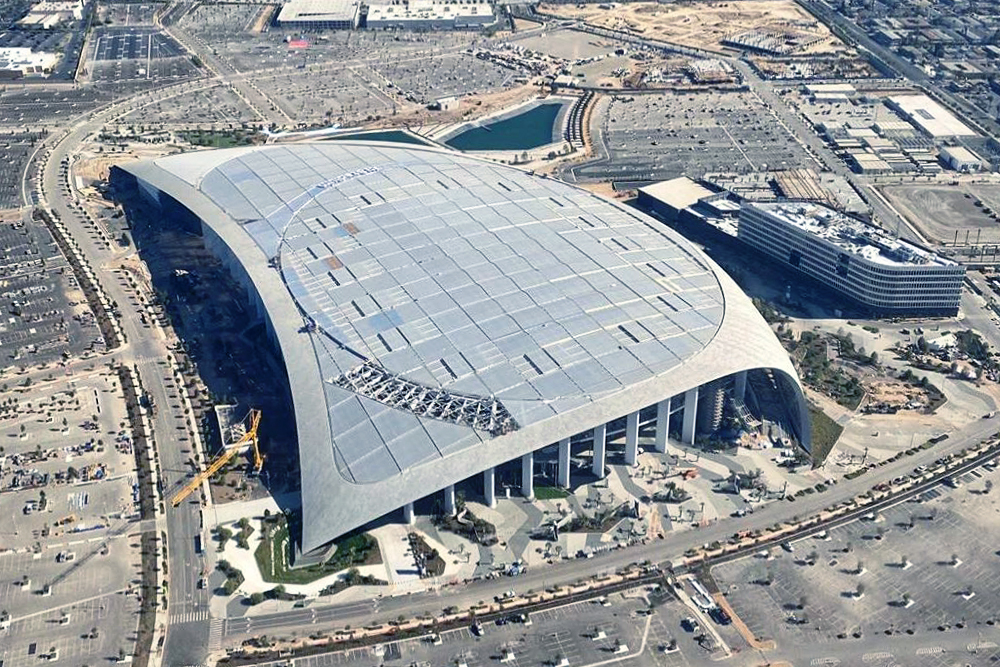
SoFiスタジアム
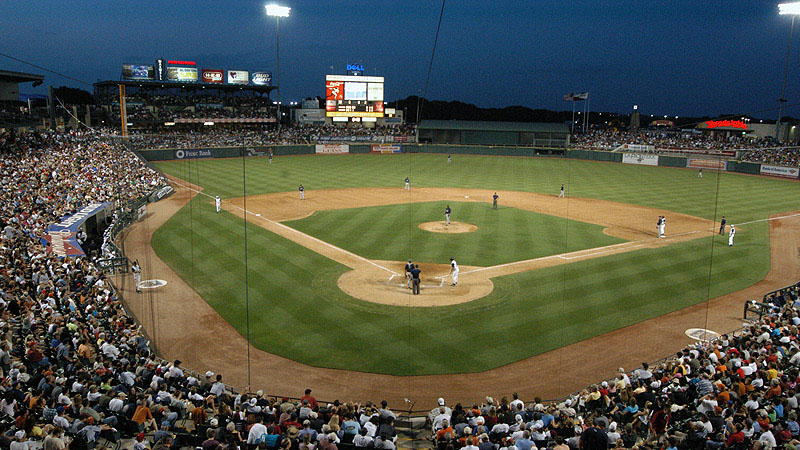
ザ・デル・ダイアモンド
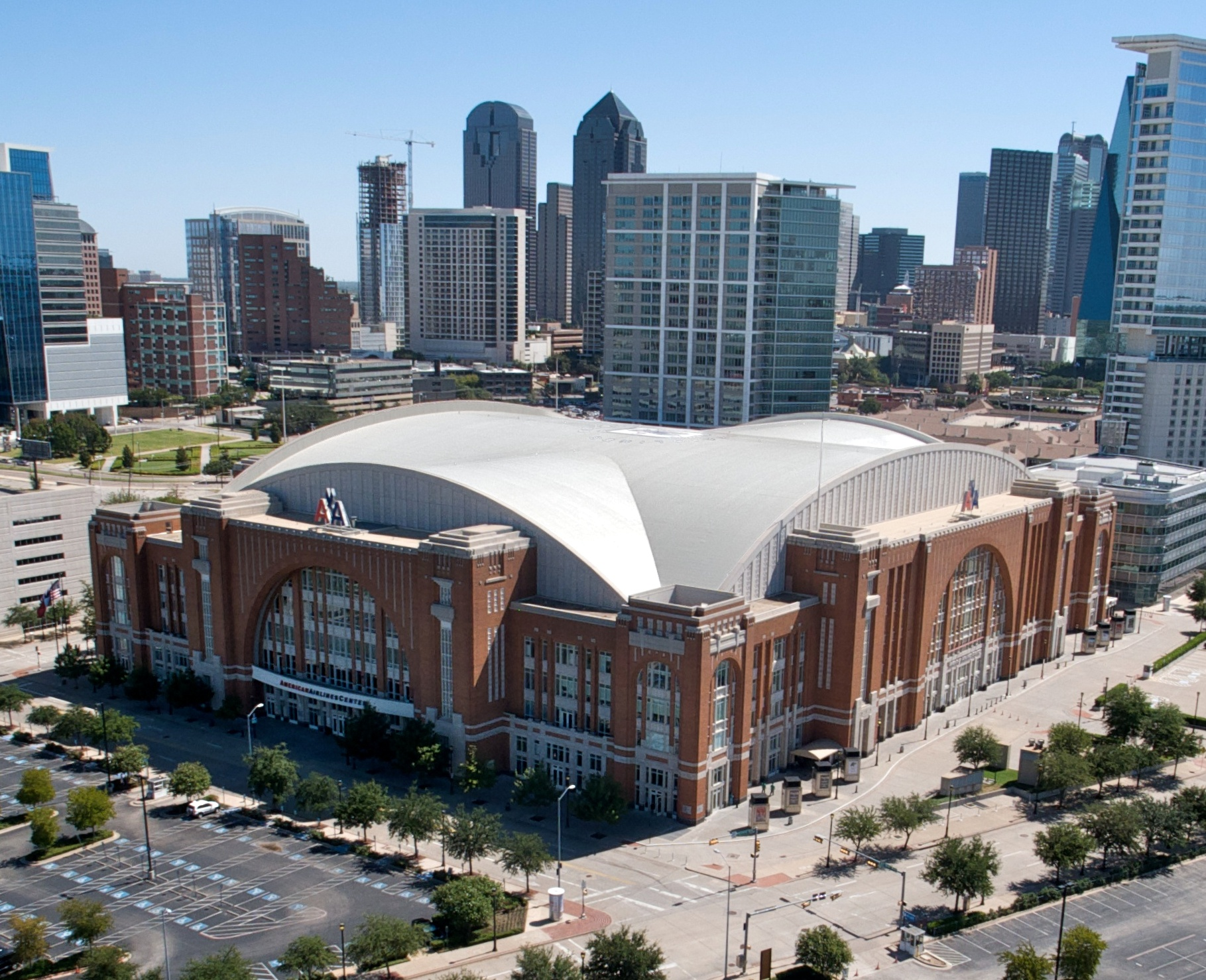
アメリカン・エアラインズ・センター
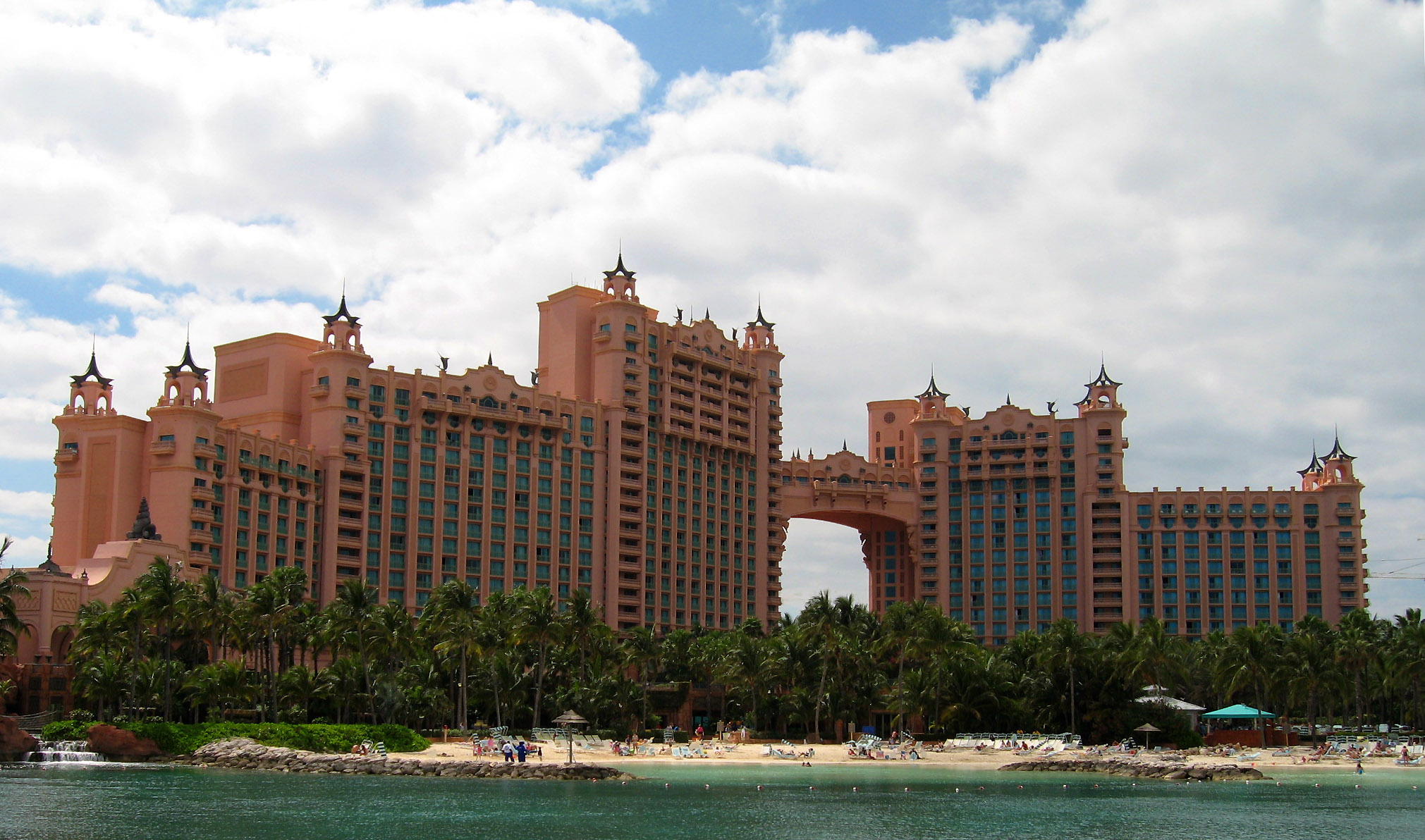
アトランティス・パラダイス・アイランド
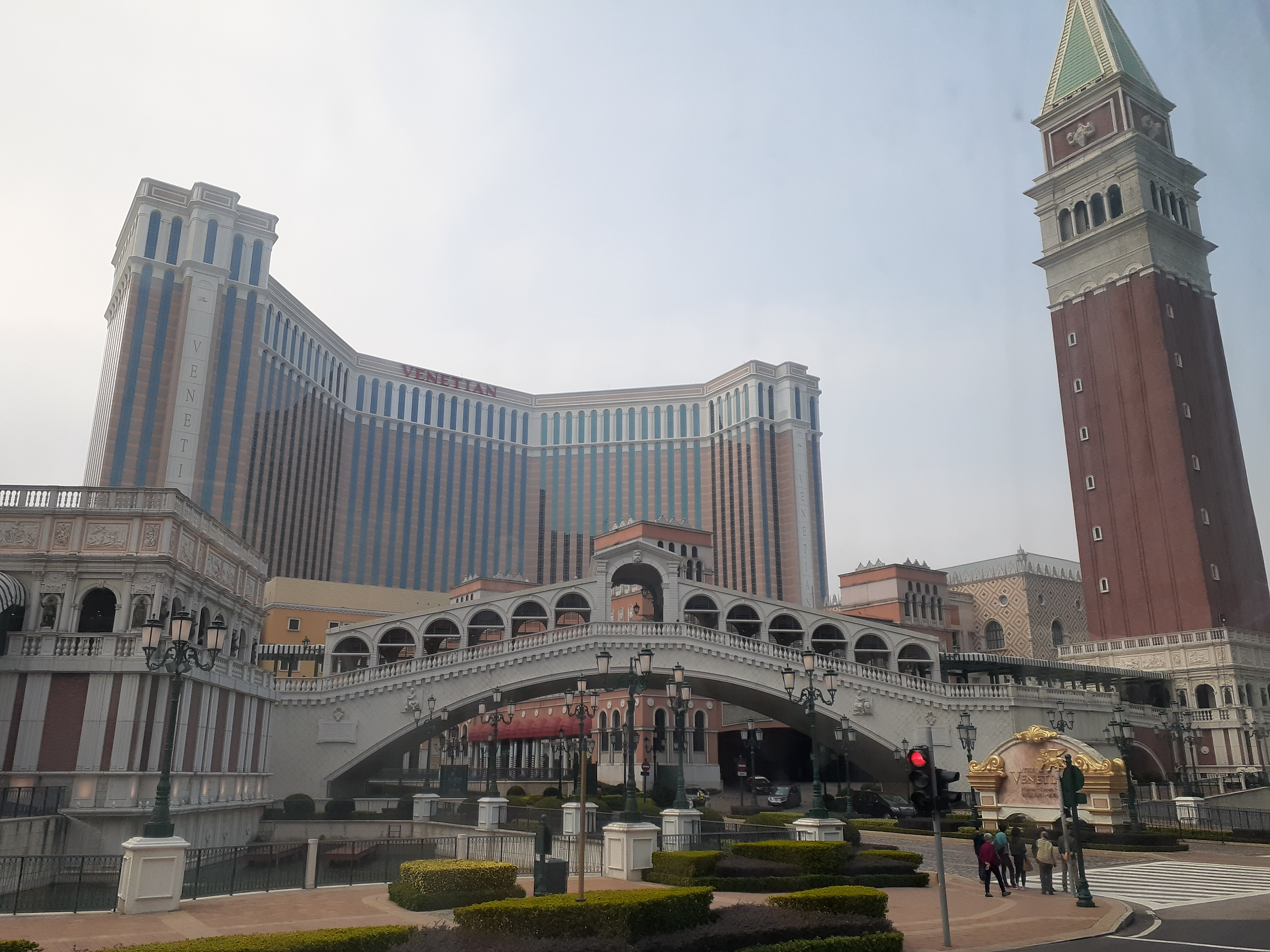
ザ・ベネチアン・マカオ